# Capixaba
Capixaba är en kommun i Brasilien.   Den ligger i delstaten Acre, i den västra delen av landet, 2 200 km väster om huvudstaden Brasília. Antalet invånare är 8 810.
I omgivningarna runt Capixaba växer i huvudsak städsegrön lövskog. Runt Capixaba är det mycket glesbefolkat, med 3 invånare per kvadratkilometer.